# WWE Stomping Grounds
Stomping Grounds was een professioneel worstel-pay-per-view (PPV) en WWE Network evenement dat georganiseerd werd door WWE voor hun Raw, SmackDown en 205 Live brands. Het evenement vond plaats op 23 juni 2019 in het Tacoma Dome in Tacoma, Washington.

## Matches
| Nr. | Match                                                          | Winnaar                 | Opmerkingen | Bron  |
| --- | -------------------------------------------------------------- | ----------------------- | --- | ----- |
| 1P  | Drew Gulak vs. Akira Tozawa vs. Tony Nese (c)                  | Drew Gulak (nc)         | Triple Thrreat match voor het WWE Cruiserweight Championship.                                                        | [ 2 ] |
| 2   | Becky Lynch (c) vs. Lacey Evans                                | Becky Lynch             | Eén-op-één match voor het WWE Raw Women's Championship. Lynch won door submission.                                   | [ 2 ] |
| 3   | Kevin Owens & Sami Zayn vs. The New Day (Big E & Xavier Woods) | Kevin Owens & Sami Zayn | Tag team match. | [ 2 ] |
| 4   | Ricochet vs. Samoa Joe (c)                                     | Ricochet (nc)           | Eén-op-één match voor het WWE U.S. Championship.                                                                     | [ 2 ] |
| 5   | Daniel Bryan & Rowan (c) vs. Heavy Machinery (Otis & Tucker)   | Daniel Bryan & Rowan    | Tag team match voor het WWE SmackDown Tag Team Championship.                                                         | [ 2 ] |
| 6   | Bayley (c) vs. Alexa Bliss (met Nikki Cross)                   | Bayley                  | Eén-op-één match voor het WWE SmackDown Women's Championship.                                                        | [ 2 ] |
| 7   | Roman Reigns vs. Drew McIntyre (met Shane McMahon)             | Roman Reigns            | Eén-op-één match. | [ 2 ] |
| 8   | Kofi Kingston (c) vs. Dolph Ziggler                            | Kofi Kingston           | Steel cage match voor het WWE Championship. Kingston won door de ontsnappen uit de Cage.                             | [ 2 ] |
| 9   | Seth Rollins (c) vs. Baron Corbin                              | Seth Rollins            | No Countout en No Disqualification match voor het WWE Universal Championship. Lacey Evans was Special Guest Referee. | [ 2 ] |